# تشارلي ريت
تشارلي ريت (بالإنجليزية: Charlie Reiter)‏ هو لاعب كرة قدم أمريكي في مركز الهجوم، ولد في 27 فبراير 1988 في نيويورك في الولايات المتحدة. لعب مع ريتشموند كيكرز.